# Battaglia della baia di Manila
La battaglia della Baia di Manila ebbe luogo il 1º maggio 1898 durante la guerra ispanico-americana. La battaglia cominciò quando lo squadrone statunitense impegnato sul fronte asiatico, comandato dal commodoro George Dewey, incrociò lo squadrone spagnolo del Pacifico dell'ammiraglio Patricio Montojo y Pasarón. La battaglia ebbe luogo nella baia di Manila, nelle Filippine, e fu la prima grande battaglia di questa guerra.

## Preludio
L'ammiraglio Patricio Montojo y Pasarón era diretto con urgenza per le Filippine, al comando di un convoglio formato da navi ormai vecchie. I suoi tentativi di rinforzare il convoglio valsero infatti a ben poco: la burocrazia corrotta delle colonie spagnole ostacolò i suoi sforzi minacciando le compagnie navali alleate con degli esplosivi, tra cui delle mine. I rinforzi promessi da Madrid, inoltre, consisterono solo in due incrociatori da ricognizione, tra l'altro poco armati.
Al contrario le forze navali statunitensi avevano ricevuto generosi finanziamenti negli ultimi vent'anni dai Governi che si erano succeduti; alla vigilia della battaglia gli Stati Uniti schieravano una delle più grandi e meglio armate flotte del mondo. In quegli anni si considerava infatti la potenza della Marina come necessaria per affermare la grandezza di una nazione.
Per armare una flotta imponente si era però reso necessario dirottare i finanziamenti statali nel settore della Difesa dallo sviluppo dell'esercito terrestre alla Marina, col risultato che l'esercito soffriva una carenza cronica di fondi. A ciò si deve aggiungere la ridotta disponibilità di uomini in arme, per poter schierare un numero di uomini sufficienti alla guerra era necessario un nutrito apporto di volontari.

## Svolgimento

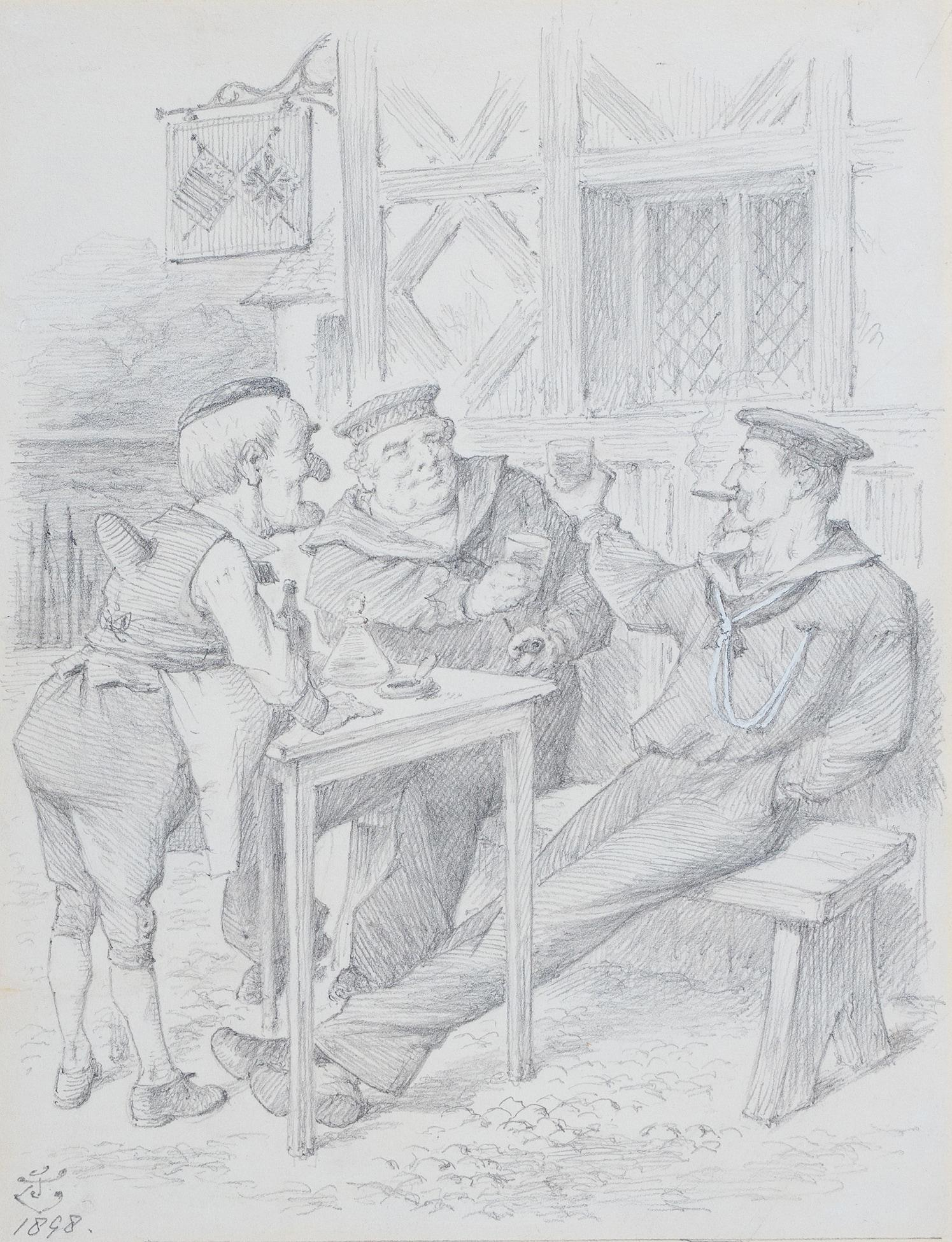
Mr Punch and Britannia toasting the USA after their defeat of Spain at the Battle of Manila Bay (1898), disegno di John Tenniel sulla rivista Punch

Già il 24 aprile 1898 l'ammiraglio George Dewey, al comando della squadra americana, aveva ricevuto l'ordine di entrare furtivamente nella Baia e di lanciare l'attacco alle forze spagnole ivi stanziate. Egli dirigeva le operazioni dalla sua ammiraglia Olimpya quando il 30 aprile penetrò col favore delle tenebre nella Baia di Manila, dopo aver riconosciuto che la vicina Baia di Subic fosse deserta, al suo seguito vi erano gli incrociatori Baltimore, Boston, Concord e Raleigh, la cannoniera Petrel ed una carboniera.
Lo squadrone statunitense superò l'isola fortificata di Corregidor, i cui cannoni non aprirono il fuoco, ed ebbe una rapida scaramuccia con la Batteria El Fraile.
Da quel momento in poi la navigazione continuò senza ulteriori intoppi fino all'arrivo nella baia antistante alla città, 23 miglia vennero percorse nella notte e le forze americane arrivarono all'alba; le navi ispaniche vennero avvistate alle 4:50. A quel punto Patricio Montojo y Pasarón, che operava sull'incrociatore Reina Cristina ed era affiancato dalle navi Don Juan de Austria, Don Antonio de Ulloa, Isla de Luzon, Castilla, Isla de Cuba e Marques del Duero, decise di portare la sua squadra all'ancoraggio di Cavite, per evitare che la cittadina di Manila venisse dilaniata dalle cannonate. Questa decisione privò però gli spagnoli del vantaggio di poter usufruire dell'artiglieria costiera ben munita presente nella capitale filippina.
Alle 5:41 il commodoro statunitense diede ordine di aprire il fuoco contro gli spagnoli, i quali già da circa mezz'ora tiravano con poca precisione contro le navi americane. Quest'ultime adoperarono fin da subito una tattica che consisteva nell'avvicinarsi navigando lateralmente e sparando coi cannoni con le batterie di destra in un'occasione e con quelle di sinistra non appena si avesse compiuto una tornata. Ogni volta che veniva compiuta una di queste le navi si avvicinavano sempre più alle navi nemiche riuscendo a mirare con precisione maggiore.
La battaglia subì un'interruzione alle 7:30, quando si diffuse la falsa notizia fra le navi americane che le scorte di munizioni fossero prossime dall'esaurirsi. Ben presto però ci si rese conto dell'errore e la battaglia ritornò ad infuriare intorno alle 11:00, la situazione era chiaramente a favore degli statunitensi che godevano di un netto vantaggio qualitativo nei confronti del vetusto naviglio ispanico, il quale alla veemenza degli attacchi coordinati degli avversari poteva rispondere solamente con tiri imprecisi e poco fruttuosi.
L'incrociatore Baltimore distrusse il forte a difesa di Cavite situato nella penisola di Sangley Point, mentre il Petrel si avventurò in profondità nella baia sparando diversi colpi. La resa spagnola venne comunicata alle 12:20, tutte le navi ispaniche erano state affondate a fronte del solo danneggiamento lieve di un incrociatore leggero americano.